# پیمونت، مونتگومری، ویرجینیا
پیمونت، مونتگومری، ویرجینیا (به انگلیسی: Piedmont) یک منطقهٔ مسکونی در ایالات متحده آمریکا است که در شهرستان مونتگومری، ویرجینیا واقع شده‌است. پیمونت ۴۶۷٫۸۷ متر بالاتر از سطح دریا واقع شده‌است.